# Leviapseudes preamazonica
Leviapseudes preamazonica is een naaldkreeftjessoort uit de familie van de Apseudidae. De wetenschappelijke naam van de soort is voor het eerst geldig gepubliceerd in 1984 door Bacescu.